# Copa de Europa de Clubes 2012
La Copa de Europa de Clubes Senior 2012, fue la 38.ª edición masculina y 32ª femenina de la máxima competición atlética interclubes de Europa. Tuvo lugar los días 26 y 27 de mayo de 2012.
Por tercer año consecutivo, las pruebas del Grupo A, tanto masculinas como femeninas, tuvieron lugar en el Estadio de Vila Real de Santo António,  Portugal, bajo la organización de la Associação de Atletismo do Algarve. En la competición masculina se proclamó campeón en representante italiano, el GS Fiamme Gialle, de Roma, recuperando el cetro obtenido en 2005 tras seis años de domino del Luch moscovita. El club ruso mantuvo su hemegonía en el campeonato femenino, logrando su decimosexto título consecutivo. 
Las pruebas del Grupo B se disputaron en la localidad eslovaca de Dubnica nad Váhom, siendo vencedores el Entente Franconville Césame Val d'Oise y el USK Praha en la competición masculina y femenina, respectivamente.

## Resultados
| Prueba                  | Vencedor masculino                      | Vencedor masculino | Vencedor femenino                      | Vencedor femenino |
| ----------------------- | --------------------------------------- | ------------------ | -------------------------------------- | ----------------- |
| 100 metros lisos        | Andrew Robertson City of Manchester AC  | 10,24              | Ivet Lalova Enka Spor Kulubu           | 11,26             |
| 200 metros lisos        | Diego Marani GA Fiamme Gialle           | 20,76              | Ivet Lalova Enka Spor Kulubu           | 23,18             |
| 400 metros lisos        | Claudio Licciardello GA Fiamme Gialle   | 47,33              | Indira Terrero Valencia Terra i Mar    | 52,82             |
| 800 metros lisos        | Mauri Castillo Playas de Castellón      | 1:48,31            | Ekaterina Piostogova SC Luch           | 2:00,75           |
| 1500 metros lisos       | Mauri Castillo Playas de Castellón      | 3:48,45            | Isabel Macías Valencia Terra i Mar     | 4:15,46           |
| 3000 metros lisos       | Polat Kemboi Arıkan Enka Spor Kulubu    | 8:10,73            | Tuğba Karakaya Enka Spor Kulubu        | 9:10,49           |
| 5000 metros lisos       | Andrey Safronov SC Luch                 | 14:03,68           | Natalia Gorchakova SC Luch             | 15:55,85          |
| 110 metros vallas       | Andy Turner City of Manchester AC       | 13,41              | Giulia Pennella CS Esercito            | 13,08             |
| 400 metros vallas       | José Reynaldo Bencosme GA Fiamme Gialle | 50,56              | Anna Jesień Valencia Terra i Mar       | 56,50             |
| 3000 metros obstáculos  | Tarık Langat Akdağ Enka Spor Kulubu     | 8:33,77            | Clarisse Cruz SL Benfica               | 9:41,72           |
| Triple salto            | Marian Oprea Enka Spor Kulubu           | 16,68              | Patricia Sarrapio Valencia Terra i Mar | 14,30             |
| Salto de longitud       | Luis Felipe Méliz Playas de Castellón   | 8,21               | Yelena Sokolova SC Luch                | 6,95              |
| Salto con pértiga       | Igor Bychkov Playas de Castellón        | 5,25               | Anastasia Savchenko SC Luch            | 4,20              |
| Salto de altura         | Gianmarco Tamberi GA Fiamme Gialle      | 2,23               | Svetlana Shkolina SC Luch              | 1,95              |
| Lanzamiento de disco    | Frank Casañas Playas de Castellón       | 67,74              | Vera Ganeeva SC Luch                   | 59,22             |
| Lanzamiento de jabalina | Ilya Korotkov SC Luch                   | 75,11              | Marina Maximova SC Luch                | 53,25             |
| Lanzamiento de martillo | Vizzoni Nicola GA Fiamme Gialle         | 76,17              | Tatyana Lysenko SC Luch                | 71,96             |
| Lanzamiento de peso     | Maxim Sidorov SC Luch                   | 20,96              | Anita Marton SC Luch                   | 18,13             |
| Relevos 4 × 100 metros  | GA Fiamme Gialle                        | 39,59              | SC Luch                                | 44,38             |
| Relevos 4 × 400 metros  | GA Fiamme Gialle                        | 3:09,36            | SC Luch                                | 3:32,43           |

## Clasificaciones

### Clasificaciones masculinas
| Pos.              | Equipo                | Ptos. |
| ----------------- | --------------------- | ----- |
| Medalla de oro    | GA Fiamme Gialle      | 127,0 |
| Medalla de plata  | Playas de Castellón   | 127,0 |
| Medalla de bronce | SC Luch               | 119,0 |
| 4                 | Enka Spor Kulubu      | 91,0  |
| 5                 | SL Benfica            | 88,0  |
| 6                 | City of Manchester AC | 80,0  |
| 7                 | VSK Universita Brno   | 46,0  |
| 8                 | LG Bern               | 42,0  |

| Pos. | Equipo                   | Ptos. |
| ---- | ------------------------ | ----- |
| 1    | Entente Franconville CVO | 144,5 |
| 2    | Sparta Atletik           | 131,0 |
| 3    | Maccabi Rishon LeZion    | 122,0 |
| 4    | AD MASS Ljubljana        | 112,0 |
| 5    | AK Spartak Dubnica       | 105,5 |
| 6    | Royal Excelsior SC       | 79,0  |
| 7    | Clonliffe Harriers       | 75,0  |
| 8    | Phanos Amsterdam         | 64,5  |
| 9    | AK Crvena Zvezda         | 63,5  |

|  | Ascenso al Grupo A  |
|  | Descenso al Grupo B |

### Clasificaciones femeninas
| Pos.              | Equipo                  | Ptos. |
| ----------------- | ----------------------- | ----- |
| Medalla de oro    | SC Luch                 | 144,0 |
| Medalla de plata  | CA Valencia Terra i Mar | 118,0 |
| Medalla de bronce | Enka Spor Kulübü        | 117,5 |
| 4                 | Sporting Clube          | 96,5  |
| 5                 | ES Esercito             | 91,0  |
| 6                 | Dundrum South Dublin AC | 53,0  |
| 7                 | CA Montreuil 93         | 50,0  |
| 8                 | Rotterdam Atletiek      | 36,0  |

| Pos. | Equipo                | Ptos. |
| ---- | --------------------- | ----- |
| 1    | USK Praha             | 133   |
| 2    | Birchfield Harriers   | 131   |
| 3    | AD MASS Ljubljana     | 118,5 |
| 4    | Sparta Atletik        | 108,0 |
| 5    | AK Spartak Dubnica    | 104,5 |
| 6    | AK Borac              | 99,0  |
| 7    | AK Crvena Zvezda      | 88,0  |
| 8    | LG Bern               | 77    |
| 9    | Maccabi Rishon LeZion | 40,0  |

|  | Ascenso al Grupo A  |
|  | Descenso al Grupo B |